# Джоко Радивоевич
Джоко Сава (Джока „Георги“) Радивоевич (на сръбски: Đorđe Radivojević) е български скулптор, сръбски емигрант по политически причини, избягал от режима на Йосип Броз Тито през 1952 г.

## Биография
Роден е в село Магаш, община Бойник, Югославия. Участва в антифашистката съпротива и партизанското движение в Югославия.
На 30 юни 1952 г. Джока Радивоевич извършва атентат срещу министъра на вътрешните работи на Югославия Пане Джукич-Лимар, който е сред най-близките съратници на Йосип Броз Тито. Причина за атентата е лично отмъщение за смъртта на бащата на Джока Радивоевич, който лично от Пане Джукич-Лимар е натикан в затвора, където умира.
Няколко дни по-късно емигрира в България и получава политическо убежище от Вълко Червенков. По онова време е вербуван и работи за българското контраразузнаване. От 1952 г. до 1980 г., когато умира Йосип Броз Тито, неколкократно е издирван на територията на България от югославските специални служби УДБА.
Кандидатства в Национална художествена академия, където е приет и започва да следва „Скулптура“. Радивоевич учи при Иван Лазаров, Любомир Далчев и др. Специализира 2 години в Ленинград (дн. Санкт Петербург), СССР.
След завръщането си създава няколко монументални творби, сред по-известните от които са бюст-барелеф на Димчо Дебелянов в Копривщица, „Паметник на Баронесата“ (Юлия Вревска) в гр. Бяла (Русенско), „Бенковски на кон“ в Долна Митрополия. В този период се запознава с известни личности като художниците Владимир Димитров – Майстора и Дечко Узунов, поета Пеньо Пенев и оперния певец Борис Христов.
През 70-те години на XX век печели конкурс за изграждане на паметник на хан Аспарух в град Толбухин (днес Добрич) по случай 1300-годишнината на България. Радивоевич работи близо 8 години по проекта. Когато паметникът е готов, малко преди да се излее 13-метрова фигура от бронз, от Политбюро на ЦК на БКП решават, че Радивоевич не е член на БКП и паметникът трябва да се събори. Нареждането е лично от Людмила Живкова. По нейна заповед Радивоевич е изселен от Толбухин. Живее известно време в Копривщица, където реставрира свои стари творби. През това време неговият паметник на Хан Аспарух заедно с готовите калъпи за изливането му от бронз са напълно унищожени. След смъртта на Людмила Живкова е реабилитиран със почетното звание „Народен партизанин“ и се завръща в дома си в София, където започва да се занимава със скулптурната техника барелеф.
През 1969 г. работи по Паметника на шестнадесетте и надгробния паметник на Страхил към Мемориално-възпоменателен комплекс „Барикадите“ и други скулптори в местностите Петдесятница и Столовато краище в района на Копривщица, за които отказва да приеме авторски хонорар.
Малко по-късно се премества да живее във вилната зона на Балчик, където продължава да работи серия от малка пластика и се занимава с любимата си тематика в скулптурата – история на Сърбия. Пресъздава много исторически личности от историята на своята родина.
Живее изключително скромно до последните си дни във вилата си в Балчик.